# タテスジトラザメ
タテスジトラザメ Poroderma africanum はトラザメ科に属するサメの一種。南アフリカ沿岸の固有種で底生である。水深100mまでの岩礁や藻場で見られ、体に走る太い縦縞によって容易に識別することができる。頭部は短く、背鰭は体の後方にある。同属のヒョウモントラザメと異なり、鼻孔の髭は口に達しない。最大1.1mになる。
夏には大きな群れを作ることがある。主に夜行性で、日中は洞窟などで休み、様々な魚類や無脊椎動物を食べる。繁殖に集まったアフリカヤリイカを襲うことも知られる。卵生で、卵殻の色はヒョウモントラザメより濃い。人には無害で、水族館でよく飼育される。IUCNは保全状況を軽度懸念としている。

## 分類
1789年の『自然の体系』第13版において、ドイツの博物学者ヨハン・フリードリヒ・グメリンによってSqualus africanus の名で記載された。タイプ標本は指定されなかった。1837年、スコットランドの動物学者アンドリュー・スミスによって新属 Poroderma が作られ、本種とヒョウモントラザメが含められた。1908年、アメリカの動物学者ヘンリー・ウィード・ファウラーによって、本種はこの属のタイプ種とされた。

## 分布

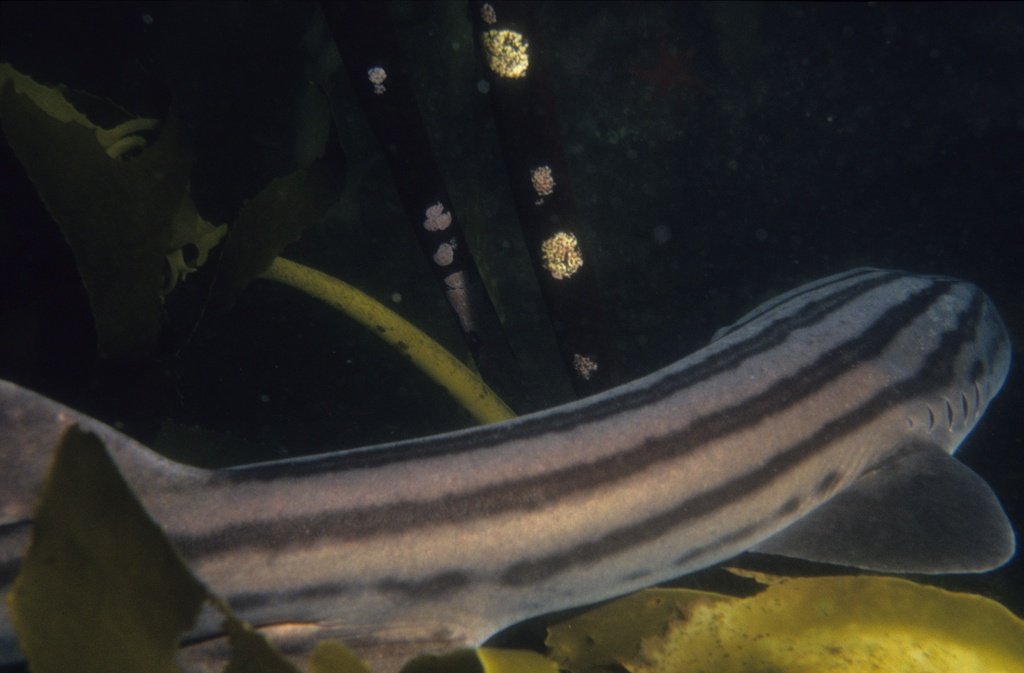
海藻棚を好む。

底生で、南アフリカの温帯沿岸に分布する。最も個体数が多いのは西ケープ州で、ケープタウンのテーブル湾からイースト・ロンドンの北まで見られる。東はサルダーニャ湾、西はクワズール・ナタール州まで広がっている可能性もある。古い記録ではモーリシャス・マダガスカル・ザイールからのものもあるが、これは誤同定だと考えられる。非常に浅い潮間帯近くに生息し、通常は5m以深で見られることはない。アルゴア湾周辺では例外的に深度50-100m、最深で108mから報告がある。岩礁やカジメ属による海藻棚を好む。

## 形態

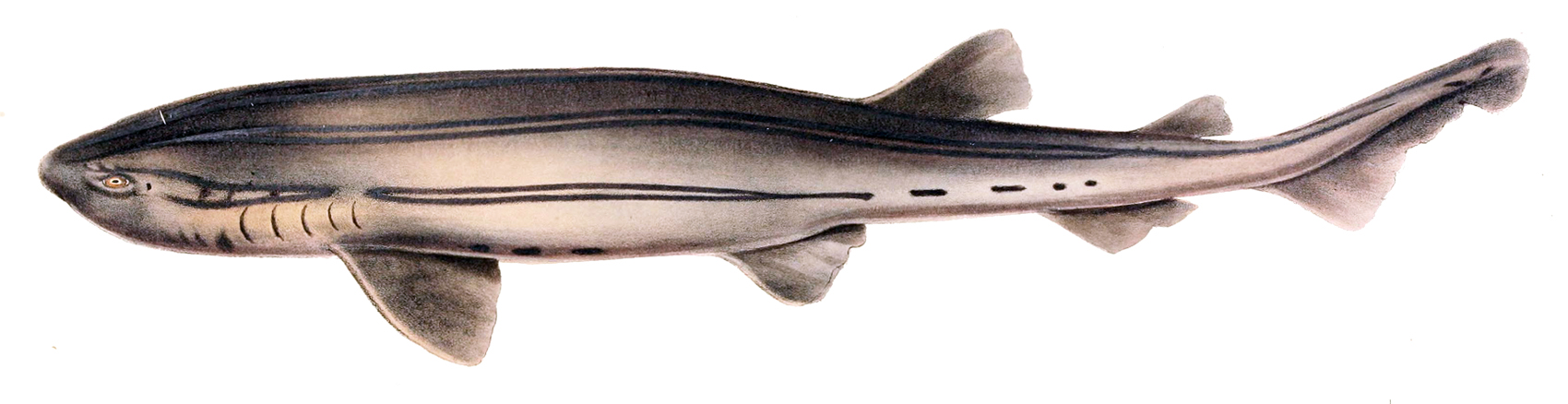
Illustrations of the Zoology of South Africa (1838) によるイラスト。

体はヒョウモントラザメより大きくて太く、最大で全長1.1m、重さは7.9kg以上になる。ヒョウモントラザメと異なり、雌雄は同じくらいの大きさである。頭部と吻は短く、上から見ると放物線を描き、わずかに縦扁する。鼻孔は三葉の前鼻弁によって微小な前鼻孔と後鼻孔に分かれる。前鼻弁の中央の葉は細長い円錐形の髭となる。髭はヒョウモントラザメより太く、口までは達しない。眼は楕円形で頭部の上方に位置し、簡素な瞬膜を備え、その下には太い隆起線が走る。口はかなり大きく幅広い弧を描き、口角には短い唇褶があり両顎に伸びる。上顎歯は口を閉じた時にはみ出す。片側の歯列は上顎で18–25、下顎で14–24。各歯は細い尖頭と1対の小さな小尖頭を持ち、成体雄では雌よりも厚くなる。
体はかなり側扁し、尾に向かって細くなる。背鰭はかなり後方に位置し、第一背鰭は腹鰭の後部から、第二背鰭は臀鰭の中間から起始する。第一背鰭は第二よりかなり大きい。胸鰭は大きくて幅広い。腹鰭はそれより低いが、胸鰭と腹鰭の基底の長さはほぼ同じである。成体雄は1対の短く太いクラスパーを備え、腹鰭の内縁は部分的に癒合してエプロン状にそれを包み込んでいる。尾鰭は短くて幅広く、下葉は不明瞭で、上葉の後縁先端には欠刻がある。皮膚は非常に分厚く、よく石灰化した皮歯を持つ。各皮歯は鏃型の冠部と、3個の後ろ向きの突起を持ち、短い柄がある。体色は独特で、背面には5–7本の太く平行な暗い縞が、吻から尾柄まで走る。地色は灰色か褐色である。尾や腹の近くでは縞は断片的になる。左右の眼の後方で、縞が中央の色の淡い部分から2つに分岐していることがあり、分岐部には数個の黒点があることもある。腹面は淡く、灰白色の斑点があることもあり、体側とは明瞭な境界がある。幼体は成体と似ているが、縞の色が非常に淡くなることや濃くなることがある。フォールス湾からはアルビノ個体も記録されている。

## 生態
泳ぎは遅く、日中は洞窟・岩の裂け目・海藻の間などで過ごし、夜間に活発に摂餌する。特に夏、多数の個体が一箇所に集まることがある。本種は大型のサメに捕食され、エビスザメが最もよく捕食する軟骨魚の一つでもある。危険に曝されると、丸まって尾で頭部を覆い隠す。同様の行動はウチキトラザメ属でも見られる。卵も捕食され、エゾバイ科の ホソスジマキボラ・サカガメウネマキボラは卵殻に孔を開けて卵黄を吸い出す。本種は他のサメと同様、体液の浸透圧を尿素などの窒素老廃物によって維持している。実験により、浸透圧調節力は餌の供給量に依存していることが分かっている。
餌は様々な小動物で、アンチョビ・ホウボウ科・メルルーサ科のような硬骨魚、ヌタウナギ、小型の板鰓類やその卵、甲殻類・頭足類・二枚貝・多毛類などを食べる。魚の死骸を漁ることもある。最も好むのは頭足類だが、日和見的な捕食者で、その場所で利用可能な獲物を捕食する傾向にある。例えば、フォールス湾ではアフリカミナミイセエビが最も主要な餌で、次に頭足類、魚類が続く。タコやコウイカを咥えて体をひねることで触手を引き千切るところが観察されており、3匹の個体が同時に1匹のタコを襲って捕食する所も目撃されている。タテスジトラザメ同様に、10-12月をピークに不定期に産卵のために集合するアフリカヤリイカを捕食する。イカは昼に産卵するため、この期間は昼でもイカの卵塊の間で活動するようになる。卵塊の間に頭部を隠すと、体の縦縞のために輪郭が曖昧になり、産卵のために雄を伴って海底に降りてくる雌イカを待ち伏せることができる。

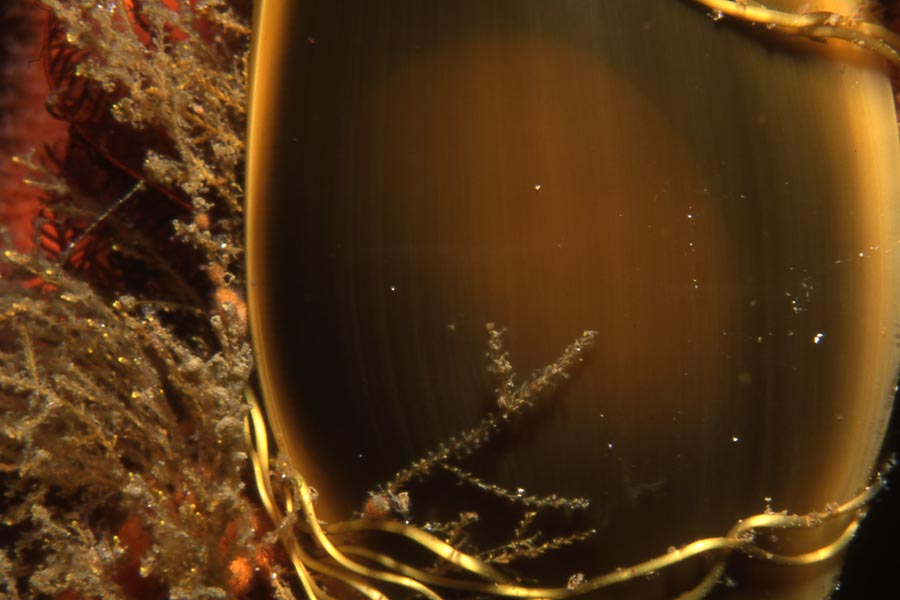
雌は暗褐色の卵殻を産み、巻きひげで海底の構造に付着させる。

卵生で、雌雄ともに一年中繁殖が可能である。雌は片方の卵巣と左右の輸卵管が機能し、輸卵管1本につき1個の成熟卵を産む。卵殻は4.5×9.5cmの長方形で暗褐色、壁はヒョウモントラザメより厚い。四隅には長い巻きひげがあり、雌によって海藻の茎やヤギ類などの海底構造物に巻きつけられる。水族館では、孵化にはおよそ5ヶ月半かかっている。出生時は14-15cm。雄は78-81cm・雌は79-83cmで性成熟し、89cmになると全個体が成体になる。

## 人との関わり
南アフリカで最もよく見られるトラザメ類の一つである。人には無害であるが、水中で接近することは難しい。小さく、外見が魅力的で丈夫なため、水族館での飼育対象として好まれる。ヒョウモントラザメとともに観賞魚取引のための小規模漁業が行われている。商業漁業において、多数が延縄・刺し網・地引網・底引き網により混獲されている。夏に大きな群れを作る際には、遊漁者にも容易に釣り上げられる。可食だが、ほとんどは捨てられ、一部がロブスターの餌として用いられる。ヒョウモントラザメ同様に、エサ取りをする害魚と見なされ殺されている可能性があり、混獲による被害は過小評価されているようである。
分布域が狭く、小型のサメに対する漁獲圧が上昇していることから、IUCNは保全状況を準絶滅危惧としている。だが、個体数が減少している証拠はない。特に保護活動は行われていないが、分布域には2箇所の海洋保護区が含まれている。南アフリカの海洋水産研究所は、本種の商品化を法的に禁止することで、本種が商業漁業の対象となる可能性を減らせると考えている。
日本ではアクアワールド大洗で卵と共に見ることができる。